# The Browning
The Browning é uma banda americana de Electronicore e Deathcore de Kansas City, Missouri. São considerados pioneiros na vertente que mistura EDM com Metalcore e Deathcore, inspirando uma onda de bandas como Exotype, Tear Out The Heart, I See Stars e outras. 

## História da banda
A banda foi fundada no início de 2005 e foi originalmente um projeto solo de Jonny McBee. Na primavera de 2009, ele tocou com juntos o rapper Matt Keck. Juntos, eles já produziram dois demos.
Mais tarde, em 2010, Matt Keck deixou a banda. Há uma mudança e o baterista Noah Robertson, o guitarrista Brian Cravey e o baixista Jesse Glidewell, estão reconectando a banda e trabalhando em um EP. No final de 2011, Brian Cravey foi substituído por Collin Woroniak e o band lançou um video para Bloodlust. O primeiro álbum da banda, Burn This World, foi lançado em 3 de outubro de 2011.
Em 16 de novembro de 2012, anunciou-se que Noah Robertson e Jesse Glidewell deixaram a banda. Drew Ellis tocou baixo e Cody Stewart foi convidada como um novo baterista nomeado. Jonny McBee é agora o único membro fundador.
Em 2 de agosto de 2013, a banda anunciou que eles estão lançando um novo álbum intitulado Hypernova pela Earache Records.
Em 26 de julho de 2015, Collin Woroniak anunciou via Facebook que ele deixaria a banda por razões desconhecidas. Um ano depois, em 24 de junho de 2016, a banda lançou seu terceiro álbum Isolation.

## Integrantes
Atuais
- Jonny McBee - vocais, programação (2005-atualmente)
- Cody Stewart -  bateria (2012-atualmente)
- Brian Moore - baixo (2015-2016), guitarra solo (2016-atualmente)
- Rick Lalicker - baixo (2016-atualmente)

Ex-integrantes
- Noah "Shark" Robertson - bateria (2010-2012)
- Jesse Glidewell - baixo (2010-2012)
- Matt Keck - MC (2009-2010)
- Brian Cravey - guitarra solo (2010-2011)
- Dustin Albright - guitarra ritmica (2011-2012)
- Gabriel Wozniak - guitarra solo, vocais de apoio, vocais limpos (2011-2015)
- Alex Maggard - guitarra ritmica (2015), guitarra solo, vocais limpos (2015-2016)
- Drew Ellis - guitarra solo (2012), baixo (2012-2015)

## Discografia

### Álbuns
| Data de lançamento    | Título          | Gravadora         |
| --------------------- | --------------- | ----------------- |
| 3 de outubro de 2011  | Burn This World | Earache Records   |
| 1 de outubro de 2013  | Hypernova       | Earache Records   |
| 24 de junho de 2016   | Isolation       | Spinefarm Records |
| 26 de outubro de 2018 | Geist           | Spinefarm Records |

### EP's
- 2010: Standing on the Edge
- 2011: Time Will Tell

### Singles
- 2013: Gravedigger
- 2016: Pure Evil
- 2016: Dragon
- 2016: Disconnect
- 2016: Pathologic
- 2018: Carnage
- 2018: Final Breath
- 2018: Geist